# Yponomeuta strigillatus
Yponomeuta strigillatus is een vlinder uit de familie stippelmotten (Yponomeutidae). De wetenschappelijke naam van deze soort is voor het eerst geldig gepubliceerd in 1852 door Zeller.
De soort komt voor in het Afrotropisch gebied.